# Estat Lliure d'Orange
L'Estat Lliure d'Orange (en afrikaans: Oranje Vrystaat) fou un estat independent de l'Àfrica austral durant la segona meitat del segle xix, i més tard província de la República de Sud-àfrica. El seu nom deriva del riu Orange (de la mateixa manera que la República de Transvaal rep el nom del riu Vaal) i també de la dinastia regnant als Països Baixos: la casa d'Orange-Nassau.

## Formació de les comunitats
La política britànica a la colònia del Cap de Bona Esperança no agradava als antics colons holandesos anomenats bòers que van emigrar el 1836. El 1837 es va fundar l'establiment de Winburg més enllà de l'Orange, on el 1843-1844 se'ls van reunir emigrants de Natal; mentre van sorgir establiments a Taba Nchu i altres llocs; un bon nombre de grangers bòers s'establiren a la zona incloent els territoris dels griques i molts d'aquests colons estaven disposats a acceptar el domini britànic. Això va impulsar al ministre de Justícia de la colònia del Cap, Menzies, a creuar l'Orange (1842) i declarar el territori sota sobirania britànica, però fou desautoritzat pel governador Sir George Napier, el qual no obstant va manifestar que els colons conservaven la ciutadania britànica (havien emigrat des del Cap). Després els britànics van negociar tractats amb Adam Kok, cap dels griques, i Mosheshoe, cap dels sotho, el que va molestar als bòers, que refusaven reconèixer la sobirania de caps nadius.
Bona part dels pobladors inicials (de Winburg) eren antibritànics, però la majoria van marxar el 1844 a Potchefstroom, i després a Ohrigstad o a Lydenburg (1844-1849); els que restaven tenien prou problemes amb els nadius. Els grangers blancs del territori griqua van demanar igual tracte que aquestos i poder formar un territori protegit pels britànics, i fins i tot van enviar una delegació al comissionat britànic al Natal Henry Cloete. El 1844 la lluita va esclatar entre grangers bòers i els griques; els britànics van avançar un contingent dirigit pel capità Henry Douglas Warden, en suport dels griques (8 de març de 1845), conforme el termes del tractat, i després d'una escaramussa a Zwartkopjes (2 de maig de 1845) es va fer un nou acord entre britànics i la terra de Waterboer (Griqualàndia) signat per Adam Kok i el governador del Cap Sir Peregrine Maitland, pel qual els territoris griques més enllà del riu Orange quedaven sota autoritat britànica, per mitjà d'un resident càrrec que va ser pel capità (després major) Warden, que va escollir com a residència la granja de Bloemfontein, que després va esdevenir una ciutat i capital del país. Però aquesta proclamació no afectava realment a tots els establiments bòers, sinó només als que abans estaven sota nominal autoritat griqua. Altres comunitats, a més de Winburg, s'havien format en altres llocs, i el volksraad de Winburg reclamava l'autoritat sobre les terres entre l'Orange i el Vaal. Una primera i curta ocupació de Winburg per Warden (1846), va portar a més colons a l'emigració cap al Transvaal.

## Sobirania del Riu Orange
Sir Harry Smith (1787-1860, de nom complet Sir Henry "Harry" George Wakelyn Smith) va ocupar el càrrec de governador del Cap l'1 de desembre de 1847, i després de valorar la situació finalment va emetre una proclamació datada el 3 de febrer de 1848 per la que tots els territoris entre el riu Orange i el Vaal a l'est de les muntanyes Drakensberg, i els seus colons passaven a sobirania britànica sota el nom de "Sobirania del Riu Orange" (Orange River Sovereignity) i dependent de la colònia del Cap. Smith era popular entre els bòers que el consideraven contrari als caps nadius, i la proclamació fou acceptada per bona part dels blancs, però Andries Pretorius al front del partit república, va rebutjar l'acció i va decidir lluitar. Derrotat Pretorius per les forces britàniques a la batalla de Boomplaats el 29 d'agost de 1848, la posició britànica es va consolidar; Pretorius es va retirar més enllà del Vaal. Delegats del resident britànic (càrrec que romangué en mans de Warden a Bloemfontein) es van establir a Winburg i Caledon River. La frontera amb els sotho es va definir el 1849 de manera favorable als britànics (fou coneguda com a línia Warden); també es van fixar els límits d'altres caps nadius, però les lluites entre aquestos i amb els colons no foren estranyes i els britànics no tenien prou soldats per mantenir la seguretat.

## Independència
El 1851 el partit republicà va convidar a Pretorius a tornar per a la continuació de la lluita, i va obtenir l'aliança de Mosheshoe. La intervenció de Pretorius i les lluites amb les tribus basotho provocà el desig de retirada britànica del territori (despatx de lord Grey, secretari colonial a Harry Smith, del 21 d'octubre de 1852). La Convenció de Sand River va reconèixer (1852) la independència de les comunitats bòers més enllà del Vaal, però una assemblea de colons en votació a mà alçada a Bloemfontein (juny de 1852) va decidir mantenir la sobirania britànica. A finals del 1852 es va fer un tractat amb Mosheshoe que fou favorable als sotho. El 1853 el govern ja havia decidit la retirada i va enviar a Sir George Russell Clerk com comissionat especial, el qual l'agost va reunir una assemblea per decidir sobre l'autogovern (els europeus de la zona eren uns quinze mil, però bona part eren britànics procedents del Cap i volien la continuïtat del domini britànic) i com que no hi va haver acord, Clerk va negociar amb el partit republicà; el 30 de gener de 1854 el govern britànic va emetre una declaració per la qual renunciava a la sobirania i finalment per la (Convenció de Bloemfontein, el 22 de febrer de 1854) es va reconèixer la independència dels establiments. Un govern provisional es va formar l'endemà sota la direcció de Josias Philippus Hoffman. Així aparegué el primer gran estat bòer, ja que la popularment anomenada República de Transvaal no va començar a organitzar-se com entitat fins després del 1856. La constitució es va redactar i aprovar entre el 16 i el 17 d'abril, i el 18 va adoptar el nom d'Estat Lliure d'Orange.

## Conflicte amb Transvaal
Amb el Transvaal es va produir un greu incident: les propostes del president de Transvaal Pretorius per la unió dels dos estats, no foren acceptades i llavors Pretorius i Paul Kruger van fer una incursió a Orange però el president Boshof va proclamar la llei marcial, va obtenir el suport dels colons, i es va disposar a enfrontar-se amb els invasors a la vora del riu Rhenoster. Schoeman, el cap bòer dissident a Zoutspanberg, i Joubert, cap bòer dissident a Lydenburg, donaven suport a Orange, i Pretorius va considerar més prudent no arriscar una batalla (només tenia 300 homes contra 800 els seus rivals) i es va retirar i el 2 de juny de 1958 es va signar una tractat de pau pel que els dos estats es reconeixien mútuament la independència. A finals d'any la situació política va arribar a proposar la confederació amb la colònia del Cap (desembre de 1858), amb el suport del governador d'aquesta Sir George Grey, però no fou aprovada pel govern britànic; a l'any següent la posició local va evolucionar a favor d'una confederació amb Transvaal, i Pretorius fou elegit president, però els britànics també van vetar aquesta opció.

## Guerres amb els sothos
L'estat va disputar als sotho la regió del riu Caledon; el 1858 els sotho van derrotar els bòers. El 29 de setembre de 1858, Sir George Grey va acordar la pau entre el rei sotho Mosheshoe i l'Estat Lliure d'Orange, per un tractat que les parts van signar uns dies després, posant fi a l'anomenada Primera Guerra Basotho (o Guerra Senekal). La pau no va ser gaire llarga i els enfrontaments, sense guerra oberta foren freqüents.
A partir de 1859 la situació econòmica va millorar per la gran producció del districte de Berhulie i la compra de terrenys griques a Adam Kok; van arribar més colons. Pretorius va haver de deixar la presidència el 1863 acusat d'estar més pendent dels afers del Transvaal que dels d'Orange. Amb el president John Henry Brand, un advocat del Cap, les coses van evolucionar molt bé. Després de la victòria sobre els sotho en la Segona Guerra Basotho (1865-1866) o Guerra Seqiti, en què els bòers es van revenjar de la seva desfeta del 1858, es va signar l'abril del 1866 el Tractat de pau de Thaba Bosiu que cedia a Orange part del territori sotho. La guerra es va reprendre el 1867 i els bòers van assolar les terres sotho. Mosheshoe va demanar ajut a Sir Philip Wodehouse i finalment el 1868 es va produir l'establiment del protectorat britànic, única cosa que va impedir a Orange dominar completament les terres sotho. El tractat d'Aliwal North (12 de febrer de 1869), va definir els límits del regne sotho (Basutolàndia) i la frontera amb Orange, que va obtenir una part del territori al nord del riu Orange i a l'oest del riu Caledon. La línia divisòria entre Orange i Transvaal es va determinar per Keate, lloctinent governador de la Colònia de Natal, que va designar el riu Klip contra els interessos de l'Estat Lliure d'Orange (19 de febrer de 1870) deixant Wakerstroom i els districtes propers en mans de Transvaal.

## El conflicte dels diamants
Entre 1870 i 1871 un gran nombre de diggers (buscadors) es van establir als camps de diamants de la frontera occidental prop de la unió del riu Orange i el Vaal, territoris reclamats pel cap griqua Nicholas Waterboer, i que Orange també considerava seus. Provisionalment Orange va establir un govern en aquesta zona. Waterboer va oferir posar el seu territori sota la sobirania de la reina d'Anglaterra, oferta acceptada. El 27 d'octubre de 1871 el districte amb altres territoris (alguns reclamats per Transvaal) fou erigit en territori de Griqualàndia Occidental com a protectorat britànic. L'annexió del Kimberley va estar a punt de portar a la guerra que es va evitar pel consell del president Brand, encara que Orange no va renunciar a la seva reclamació. El juliol del 1876 el govern britànic va acordar pagar una compensació a Orange. El descobriment de mines dins el territori de l'estat, especialment a Jagersfontein, va finalment finiquitar l'afer. En endavant les relacions amb els britànics foren bones. El 1889 va acceptar l'ajut britànic per la construcció de ferrocarrils i va entrar en una unió de duanes amb el Cap.

## Aliança amb Transvaal
Després de la llarga presidència de Brand (fins a 1888) el nou president Reitz (1889) va iniciar una política de cooperació amb Transvaal apropant-se a una unió federal entre els dos països. Després de la incursió de Jameson (1896) l'estat va fer costat a Transvaal i va signar amb aquesta república una aliança defensiva a Bloemfontein el 23 de març de 1896. Aquesta aliança va obligar a Orange a entrar en la guerra contra Gran Bretanya iniciada l'octubre de 1899.

## Final de la República
Els bòers es van rendir per la pau de Veereningen. El 28 de maig de 1900 Lord Roberts va annexionar la República que va prendre el nom de Colònia del Riu Orange (Orange River Colony) encara que la república va seguir a l'exili fins al 1902. El primer govern responsable sota domini britànic es va instaurar fins al 1907 (proclamat el 6 de desembre de 1906). El 31 de març de 1910 fou una de les quatre colònies que va formar la Unió Sud-africana.

## Bandera i escut
Els colons excepte els de Winburg utilitzaren principalment la bandera holandesa fins al 1854.
El 1854 el president Hoffman va demanar una bandera i un escut al rei d'Holanda. La bandera fou acceptada (no pas l'escut) i adoptada de facto segurament el mateix 1854 (Flagsmaster #102 indica el 1856, però l'adopció oficial hauria estat en realitat el 6 de gener de 1857). La bandera tenia els colors de la casa d'Orange (que a més a més donava nom al riu que al seu torn donava nom al país) amb tres barres taronja en camp blanc (no es coneix cap motiu concret per la presència de set franges, 4 blanques i 3 taronja) i la bandera holandesa al cantó. Fou ratificada el 1875 i 1880.
L'escut data de 1856 i hauria estat adoptat també el 6 de gener de 1857. La proposta reial era un taronger amb taronges rodejat per un anell dins del qual la inscripció "Heilig, heilig, heilig, driemaal heilig" (els tres primer noms separats dels altres per un corn). El tronc del taronger sortint per la part inferior i sobre terra; sota una cinta amb la inscripció: "Republiek van die Oranje Vrystaat". El model finalment adoptat conservava un arbre en un cercle però dins d'un escut a la part de dalt del qual, a dreta i esquerra, un corn d'atzur amb decoració taronja, i un tercer corn a la part inferior centrat sota el cercle; el cercle a més de l'arbre incloïa altres elements: al costat esquerre de l'arbre, tres ovelles; a la dreta un lleó; damunt la paraula Vryheid; i sota una cinta amb el lema "Geduld en moed"; sota la cinta una carreta dels bòers, i finalment a la part inferior del cercle la paraula "Immigratie". Darrere de l'escut dues banderes de l'estat creuades sortint per cada un dels costats.

## Segells de correus
Els primers segells foren emesos el gener de 1866. Les darreres emissions són de 1897 i van estar en ús fins al 1900.

## Presidents
Els Presidents de l'Estat Lliure d'Orange foren:
- Josias P. Hoffman: primer president, de 1854 a 1855.
- Jacobus Nicolaas Boshoff: segon President, de 1855 a 1859.
- Marthinus Wessel Pretorius: tercer president, de 1859 a 1863 (també President de la República de Transvaal de 1857 a 1871).
- Johannes Henricus Brand: quart president, de 1864 a 1888.
- Francis William Reitz: cinquè president, de 1889 a 1895.
- Marthinus Theunis Steyn: sisè i darrer president, de 1896 a 1902.
- Christiaan Rudolph de Wet: actuà com a president del 29 de maig a 31 de maig de 1902 i un dels signants de la Pau de Vereeniging.